# Campionati italiani FISDIR di atletica leggera
I campionati italiani FISDIR di atletica leggera sono una manifestazione nazionale organizzata dalla FISDIR che si disputa ogni anno in Italia dal 2009. L'ultima edizione si è svolta a Molfetta il 5 giugno ed il 6 giugno 2022.
La Federazione italiana sport paralimpici degli intellettivo relazionali considera campioni italiani i suoi atleti che hanno vinto almeno una gara di campionato.

## Edizioni
| Anno | Città           | Periodo         | Sede                         |
| ---- | --------------- | --------------- | ---------------------------- |
| 2009 | Foggia          | 25 - 28 giugno  | ?                            |
| 2010 | Gravellona Toce | 11 - 13 giugno  | Stadio Boroli                |
| 2011 | Cagliari        | 4 - 5 giugno    | Stadio Riccardo Santoru      |
| 2012 | Macerata        | 16 - 17 giugno  | Stadio Helvia Recina         |
| 2013 | Pescara         | 21 - 23 giugno  | Stadio Adriatico             |
| 2014 | Padova          | 27 - 29 giugno  | Stadio Daciano Colbachini    |
| 2015 | Macerata        | 12 - 14 giugno  | Stadio Helvia Recina         |
| 2016 | Ancona          | 25 - 26 giugno  | Impianto italico Conti       |
| 2017 | Roma            | 16 - 18 giugno  | Stadio S. Abba               |
| 2018 | Firenze         | 25 - 27 maggio  | Stadio Luigi Ridolfi         |
| 2019 | Macerata        | 15 - 16 giugno  | Stadio Helvia Recina         |
| 2020 | Pescara         | 10 - 11 ottobre | Stadio Adriatico             |
| 2021 | Nuoro           | 4 - 5 settembre | Campo scuola Tomaso Podda    |
| 2022 | Molfetta        | 5 - 6 giugno    | Stadio Mario Saverio Cozzoli |
| 2023 | Montebelluna    | 13 - 14 maggio  | Stadio Comunale San Vigilio  |
| 2024 | Molfetta        | 1 - 2 giugno    | Stadio Mario Saverio Cozzoli |